# Auriglobus
Auriglobus – rodzaj ryb rozdymkokształtnych z rodziny rozdymkowatych.

## Klasyfikacja
Gatunki zaliczane do tego rodzaju:
- Auriglobus amabilis
- Auriglobus modestus
- Auriglobus nefastus
- Auriglobus remotus
- Auriglobus silus